# Christian D'Aufin
Christian D'Aufin est un journaliste français, écrivain, chargé de production à la radio ainsi qu'à la télévision depuis 1985, spécialiste de la « nouvelle télévision » et du multimédia.
Il a également participé au lancement d’une vingtaine de chaînes parmi lesquelles :
- M6 en 1987
- MCM en 1990
- les 18 chaînes du bouquet ABsat en 1996.
- la chaîne internationale Wbpm (musiques électroniques) en 1998

À partir de 1995, il conçoit et développe les services multimédia et broadband de l’opérateur Eutelsat. En 1999, il est rédacteur en chef à i-télévision puis à Canal+.
Il conçoit et met en œuvre le premier service d’actualités en vidéo à la demande, le podcast d'information ainsi que plusieurs émissions et chroniques. Christian d’Aufin a signé plusieurs ouvrages consacrés à la télévision et a été à l'origine aux côtés de ses fondateurs Patrice de Goy, Daniel Renard et François René, des publications Télé Satellite entre 1991 et 1996.
Il est chargé de cours honoraire à HEC-Entrepreneurs depuis 2001 et membre de l’Interactive TV depuis 2000.